# Acanthomolgus aequiseta
Acanthomolgus aequiseta is een eenoogkreeftjessoort uit de familie van de Rhynchomolgidae. De wetenschappelijke naam van de soort is voor het eerst geldig gepubliceerd in 1975 door Stock.